# Himmelfahrt Mohammeds

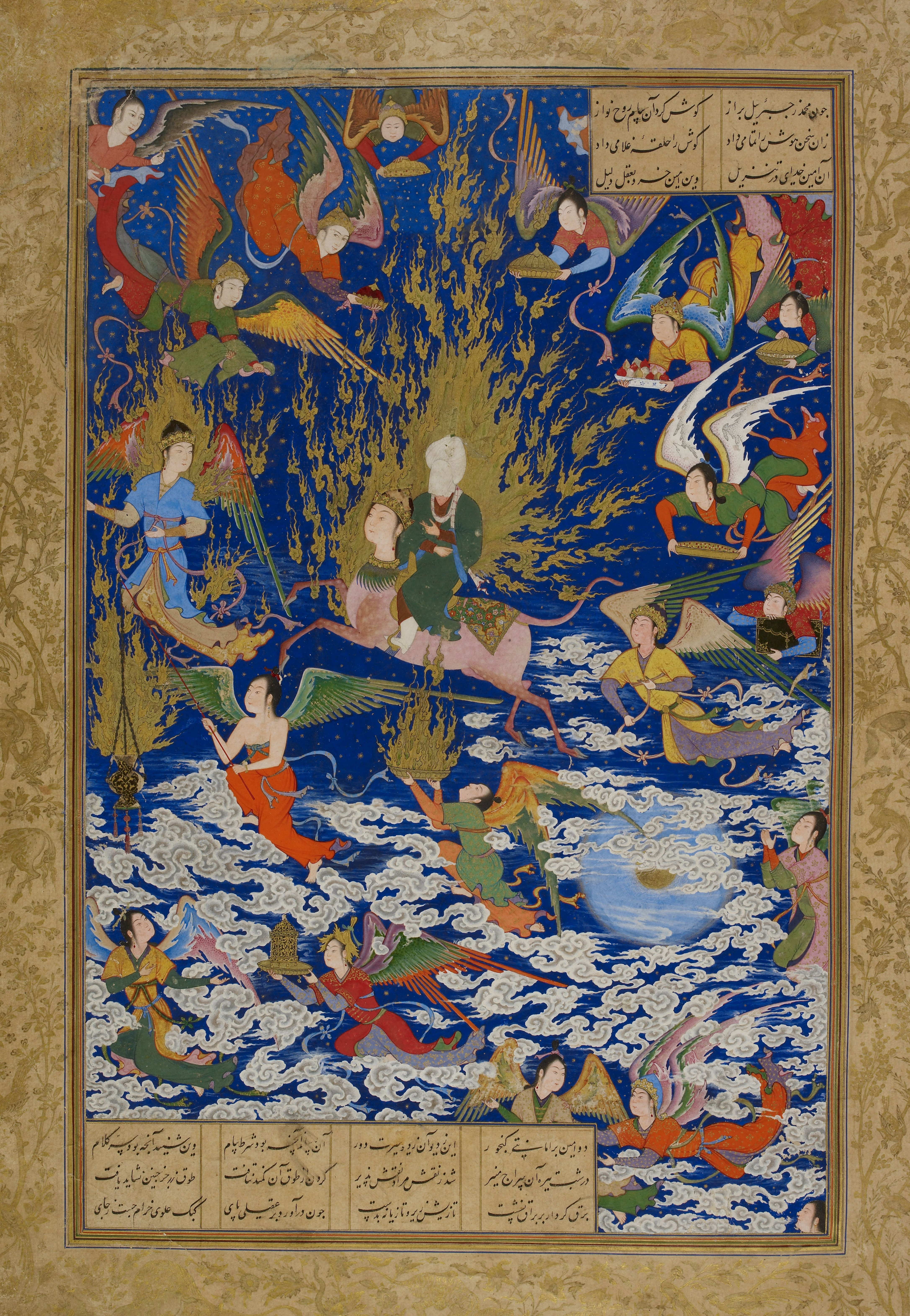
Persische Miniaturmalerei aus dem 16. Jahrhundert: Mohammeds Aufstieg in den Himmel

Die Himmelfahrt Mohammeds, des Religionsstifters und im Islam als Prophet geltenden Arabers Abū l-Qāsim Muhammad ibn ʿAbdallāh ibn ʿAbd al-Muttalib ibn Hāschim ibn ʿAbd Manāf al-Quraschī (570/573–632), bezeichnet auch als Mohammeds Himmelfahrt und Himmelsreise Mohammeds, ist eine Legende, die auf der Sure 17,1 des Korans beruht, wo geschrieben steht „Preis sei dem, der seinen Knecht des Nachts von dem heiligen Gebetsplatz zu dem entfernten Gebetsplatz, den wir mit Segen umgeben haben, reisen ließ, um ihm etwas von unseren Wundern zu zeigen […]“. Die Legende wird im islamischen Schrifttum in drei inhaltlich zu unterscheidenden Varianten überliefert:
- Die Himmelfahrt (Miʿrādsch) von einem Ort im Kaaba-Heiligtum in Mekka über eine Leiter in den Himmel;
- die nächtliche Reise (Isrāʾ) des Propheten von Mekka aus auf dem wundersamen Reittier Buraq zu einem im Koran als „ferne Kultstätte“ bezeichneten Ort mit seinem anschließenden Bericht darüber im Kreis der Quraisch nach der Rückkehr nach Mekka. Die ersten zwei Varianten gehen auf entsprechende Koranverse, die auch in der Historiographie als voneinander getrennte Ereignisse verstanden werden, zurück[2]
- die Kombination der – koranischen – Reise nach Jerusalem (bait al-maqdis), mit anschließender Himmelfahrt (miʿrādsch) von Jerusalem aus. Diese Version ist mit inhaltlichen Varianten im Hadith, der Koranexegese, der islamischen Geschichtsschreibung und in den islamischen Prophetenlegenden (Qiṣaṣ al-anbiyāʾ) dokumentiert.

## Die Himmelfahrt in Koran, Hadith und der Geschichtsschreibung

### Al-Miʿrādsch
al-Miʿrādsch / المعراج / al-miʿrāǧ ist aus dem arabischen Verb عرج / ʿaraǧa / ‚in die Höhe steigen, hinaufsteigen‘ abgeleitet. Weitere Ableitungen daraus sind u. a. miʿradsch / معرج / miʿrāǧ / ‚Leiter, Treppe‘ und al-miʿrādsch, denn die Himmelfahrt soll über eine Leiter stattgefunden haben.
In Sure 53, Vers 1–18 und in Sure 81, Vers 19–25 wird in Form einer Vision über die Begegnung Mohammeds mit Gott und den Propheten auf unterschiedlichen Stufen im Himmel berichtet, die dann in der Hadith-Literatur und der Koranexegese der betreffenden Verse bereits im frühen 8. Jahrhundert mit legendenhaften Berichten ergänzt wurde. Diese in ihrem Inhalt und Wortlaut variierenden Überlieferungen sind in der Hadith-Literatur bei al-Buchārī (gest. 870), Muslim ibn al-Haddschādsch (gest. 875), Ahmad ibn Hanbal (gest. 855), an-Nasāʾī (gest. 915), in der Koranexegese bei at-Tabarī (gest. 923), Ibn Kathīr (gest. 1373) und anderen Kommentatoren des Korans erhalten.
Alle Berichte stimmen darin überein, dass Gabriel mit „dem Gesandten Gottes in den siebten Himmel hinaufstieg“ („ʿaraǧa bi-rasūli ʾllāh ilā ʾs-samāʾ as-sābiʿa“), wo er Gottes Offenbarung samt der Verpflichtung der zunächst fünfzig täglichen Gebete erhalten haben soll.

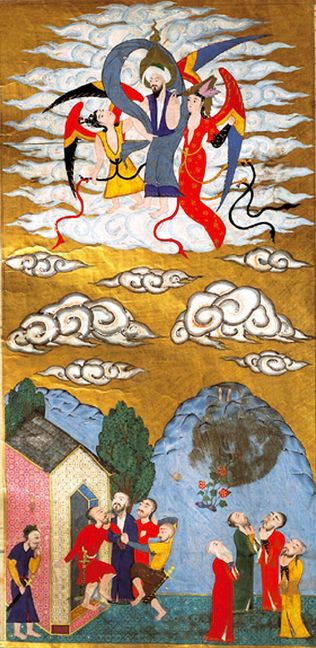
Mohammeds Himmelfahrt, Topkapı Palace Museum, Istanbul, 18. Jahrhundert (Kopie eines vermutlich im 8. Jahrhundert entstandenen Werks)

In der islamischen Geschichtsschreibung fasst aṭ-Ṭabarī diese Geschichte wie folgt zusammen:

„Als der Prophet die Verkündigung erhalten hatte und bei der Kaaba schlief, wie das die Quraisch zu tun pflegten, kamen die Engel Gabriel und Michael zu ihm und sprachen: Mit Bezug auf wen haben wir den Befehl erhalten? Worauf sie selbst erwiderten: Mit Bezug auf ihren Herrn. Darauf gingen sie fort, kamen aber in der nächsten Nacht zu Dreien wieder. Als sie ihn schlafend fanden, legten sie ihn auf den Rücken, öffneten seinen Leib, brachten Wasser vom Zamzam-Brunnen und wuschen das, was sie in seinem Leibe an Zweifel, Götzendienst, Heidentum und Irrtum vorfanden. Dann brachten sie ein goldenes Gefäss, das mit Glaube und Weisheit gefüllt war, und so wurde sein Leib mit Glaube und Weisheit gefüllt. Darauf wurde er zum untersten Himmel emporgehoben.“

Unter dem Titel „Die Himmelfahrt und die Verordnung der Gebete“ fasst Muhammad ibn Saʿd in seinem Klassenbuch die älteste Variante der schriftlich festgehaltenen Erzählungen zusammen und datiert das Ereignis auf einen Samstag, den 17. Ramadan, achtzehn Monate vor Mohammeds Hidschra. Demnach begleiteten die Engel Gabriel und Michael Mohammed im Kaaba-Heiligtum zu einem Platz zwischen Zamzam-Brunnen und dem Maqām Ibrāhīm. Dort soll eine Leiter (miʿrāǧ) aufgestellt gewesen sein, mithilfe derer Mohammed und Gabriel in den Himmel hinaufstiegen. Oben angekommen soll Mohammed die früheren Propheten getroffen haben. Einer Überlieferungsvariante zufolge stieg Gabriel mit Mohammed in den Himmel und hielt dabei dessen Hand fest. Am Zizyphusbaum angelangt, der in Sure 53, Vers 14 erwähnt wird, erblickte Mohammed das Paradies und die Hölle. Anschließend sind ihm die ursprünglich fünfzig Gebete, die dann durch die Vermittlung von Mose auf fünf reduziert wurden, auferlegt worden. Diese hat Mohammed, gemäß der islamischen Überlieferung, nach seiner Rückkehr mit Gabriel in Mekka stets zu den Gebetszeiten verrichtet.
Das Motiv der Leiter, die in dieser Variante der Himmelfahrtslegende den Zugang zum Himmel ermöglicht, war schon den vorislamischen Dichtern bekannt; sie dient als Mittel, dem zu entgehen, was man im Diesseits vermeiden will. Die Übernahme des Motivs der Jakobsleiter (Bibel) nach Gen 28,11  gilt in der Forschung als gesichert; der in der Himmelfahrtslegende verwendete Begriff miʿrāǧ dürfte Mohammed durch die Vermittlung der äthiopischen Varianten des Jubiläenbuches bekannt gewesen sein. So heißt Gott in Sure 70, Verse 3–4 „der mit der Himmelsleiter“ (ḏī l-maʿāriǧ), zu dem die Engel und der Geist aufsteigen.
Während bei Ibn Saʿd der Mythos relativ kurz dargestellt, aber genau datiert ist, werden in die anderen, um die gleiche Zeit verbreiteten, aber undatierten Überlieferungsvarianten weitere Episoden aufgenommen. Das von den Traditionariern genannte „hochgeschätzte Haus“ – al-bait al-maʿmūr – wird im Paradies lokalisiert und als das himmlische Gegenstück zum Kaaba-Heiligtum verstanden.
Sowohl die Himmelfahrt von Mekka als auch die zu Beginn der Sure 17 kurz erwähnte nächtliche Reise des Propheten von Mekka nach der „fernen Kultstätte“ stehen unter dem Einfluss der apokalyptischen Literatur. Im Gegensatz zu der Isrāʾ-Legende wird al-Miʿrāǧ in die Frühzeit Mohammeds versetzt; die Öffnung der Brust und die Reinigung des Herzens erfüllen den Zweck der Prophetenweihe, die der Himmelfahrt des Berufenen vorausgeht. Das Motiv der Öffnung der Brust ist auch in der profanen Literatur dokumentiert. Der Legende nach soll die Schwester des Dichters Umaiya ibn Abī s-Salt (gestorben gegen 631–632), der die Bücher der vorislamischen Monotheisten gelesen haben soll und als Hanīf genannt wird, dem Propheten erzählt haben, dass ein Dschinn in Gestalt eines Geiers die Brust des schlafenden Dichters öffnete, sie mit „etwas“ anfüllte und dann wieder verschloss. Dadurch empfing Umaiya die Gabe, religiöse Gedichte vorzutragen und auf den Monotheismus zu verweisen. Im Mittelpunkt dieses Berufungserlebnisses Muḥammads steht allerdings kein Dschinn, sondern stets der Erzengel Gabriel. Der Legende nach erhielt Mohammed den Koran aber nicht von Gabriel, sondern von Gott selbst, vor dessen Thron er im Himmel stand. Die islamische Theologie verband die Miʿrāǧ-Legende zwangsläufig mit der Frage, ob Mohammed bei dieser Begegnung Gott hätte erblicken und als Gestalt sehen können. In einigen auf Mohammed zurückgeführten Beschreibungen soll er lediglich Licht (nūr) und den Thron Gottes gesehen und dessen Stimme gehört haben, denn zwei Vorhänge hätten ihn von Gott getrennt.

### al-Isrāʾ
al-Isrāʾ الإسراء leitet sich als Verbalsubstantiv aus dem arabischen Verb asrā „in der Nacht reisen, reisen lassen“ ab und wird im Zusammenhang mit der nächtlichen Reise Mohammeds nach der fernen Kultstätte in Sure 17, Vers 1 verwendet:

„Gepriesen sei der, der mit seinem Diener (d. h. Mohammed) bei Nacht von der heiligen Kultstätte (in Mekka) nach der fernen Kultstätte, deren Umgebung wir gesegnet haben, reiste, um ihm etwas von unseren Zeichen sehen zu lassen...“

Ibn Ishāq stellt in seiner Prophetenbiographie zunächst die nächtliche Reise Mohammeds „nach der fernen Kultstätte“, die im ersten Vers der 17. Sure angedeutet wird, nach mehreren Quellen vor.
Die nächtliche Reise erfolgte entweder von einem Ort in der Nähe des Kaaba-Heiligtums, oder vom Haus der Umm Hāniʾ, der Tochter von Abū Tālib ibn ʿAbd al-Muttalib auf dem Rücken des Reittiers al-Burāq. In Jerusalem soll Mohammed drei Propheten – (Abraham, Mose und Jesus) – getroffen und mit ihnen als ihr Imam gebetet haben. Mose und Abraham soll er – in Gesellschaft des Erzengels Gabriel – bereits unterwegs getroffen haben. Anderen Berichten zufolge fand das gemeinsame Gebet in Betlehem (Bait Laḥm) statt. Dieses Ereignis kombiniert Ibn Ishaq anschließend mit der Miʿrāǧ-Legende unter Verwendung folgender Worte Mohammeds:„nachdem ich zu Ende geführt habe, was in Bait al-maqdis war, ist mir eine Leiter gebracht worden...“ Bei Ibn Ishāq ist es also noch deutlich erkennbar, dass die Tradition über Mohammeds Himmelfahrt aus zwei Komponenten besteht. In der Rezension der Prophetenbiographie durch Yunus ibn Bukair (gest. 815) wird die Reise nach Jerusalem als Traum geschildert; die Himmelfahrt bleibt in dieser Variante unerwähnt. Es wird angenommen, dass das Motiv der Himmelfahrt, das in der Überlieferung von Ibn Hischām kurz Erwähnung findet, eine spätere Erweiterung des Originaltextes von Ibn Ishaq darstellen dürfte. Beide Legenden – isrāʾ und miʿrāǧ – werden auch von Ibn Saʿd getrennt vorgestellt und unterschiedlich datiert: die nächtliche Reise nach Jerusalem fand am 17. Rabīʿ al-awwal, ein Jahr vor der Hidschra statt.
In einigen Überlieferungsvarianten der Isrāʾ-Legende wird erwähnt, dass die Reise so schnell stattgefunden habe, dass Mohammeds Bett nach seiner Rückkehr noch warm gewesen sein soll und der Wasserkrug, den er beim Aufstehen mit seinem Fuß umgestoßen habe, noch nicht ganz ausgelaufen war.
al-Baihaqī, einer der bekanntesten Traditionarier der schāfiʿitischen Rechtsschule (geb. 994; gest. 1066) im 11. Jahrhundert stellt im zweiten Band seines Werkes Dalāʾil an-nubuwwa „Beweise der Prophetie“ die Überlieferungsvarianten beider Legenden auf nunmehr 45 Seiten zusammen und dokumentiert damit die in seiner Zeit bekannte Vielfalt der Himmelfahrtslegenden. In einer dieser Überlieferungsvarianten wird als Traum ein Zwiegespräch zwischen Mohammed und dem Berichterstatter geschildert, in dem Letzterer zum Propheten gesagt haben soll:„Gesandter Gottes! Leute deiner Gemeinschaft (umma) berichten nach dir über Wunder während der Himmelfahrt. – Darauf sagte er zu mir: das sind Berichte der Geschichtserzähler (quṣṣāṣ).“

### al-Isrāʾ und die Gebetsrichtung Mohammeds
Der islamischen Tradition zufolge verrichtete Mohammed sein Gebet vom Bait al-Maqdis, vom Tempelberg Jerusalems aus. Es ist allerdings kontrovers überliefert, an welcher Stelle an der „fernen Kultstätte“ das Gebet stattfand. Denn die Frage nach der Gebetsrichtung des Propheten vom Tempelberg aus war für die Rechtslehre von besonderer Bedeutung. Verrichtete Mohammed das Gebet im Norden des Tempelberges, so berücksichtigte er dabei zwei Gebetsrichtungen in der Geschichte des islamischen Gebetsrituals: Bait al-Maqdis und die Kaaba von Mekka. Betete er aber im Süden des Tempelberges, so war dieser hinter ihm und die Gebetsrichtung war nur die Kaaba. Nach der Eroberung Jerusalems unter ʿUmar ibn al-Chattāb soll der Kalif die Gebetsrichtung vom Tempelberg aus mit dem Gelehrten Kaʿb al-Aḥbār (gest. zwischen 652 und 654), einem jüdischen Konvertiten zum Islam, diskutiert haben. Bei dieser Gelegenheit soll Letzterer empfohlen haben, die Gebetsstätte (Musallā) am Norden des Felsens anzulegen, was der Kalif mit den Worten zurückwies: „uns ist nicht der Felsen, sondern die Kaaba (als Gebetsrichtung) befohlen worden.“ Anderen Überlieferungen zufolge habe Gott seinen Propheten auf die „nächtliche Reise“ nach Jerusalem geschickt, um dadurch beide Gebetsrichtungen miteinander zu verbinden: die ursprüngliche Qibla von Mekka nach Jerusalem und die im Dezember 624-Januar 625 von Medina aus erfolgte Richtungsänderung nach Mekka. Vertreter des islamischen Ritualrechts waren der Ansicht, dass die Verrichtung des Gebets vom Norden des Felsens aus in Richtung Kaaba eine verwerfliche Neuerung sei.

### al-Isrāʾ und al-Miʿrādsch

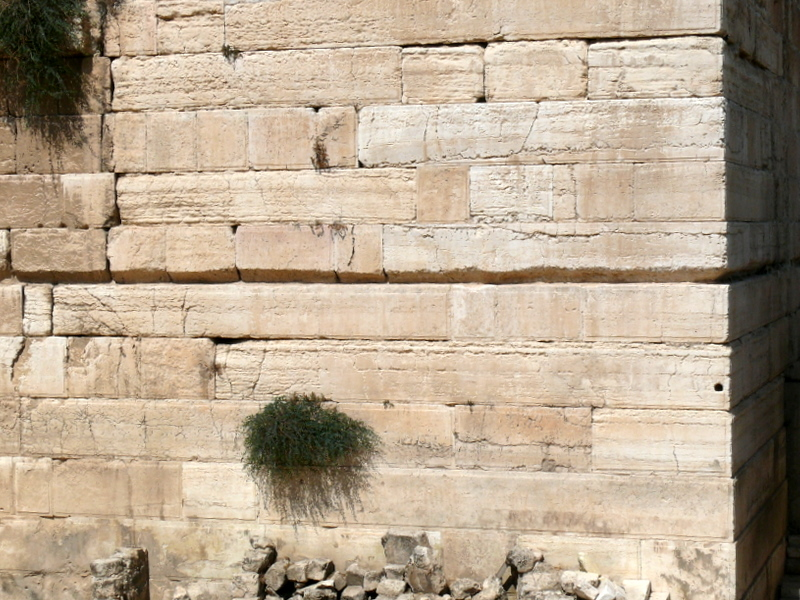
Südwest-Mauer des Tempelberges mit dem durchgebohrten Eckstein (am Rand, in der 7. Reihe von oben)

Die Zusammenlegung beider Legenden klingt schon im gegenwärtig ältesten, schriftlich dokumentierten Bericht von Ibn Isḥāq an. Die Reise findet auf dem Reittier al-Burāq statt, der Aufstieg in den Himmel von Jerusalem aus erfolgt über die Leiter. Mohammed bindet das Reittier an einer Stelle fest, die bereits die Propheten vor ihm genutzt haben sollen: unterhalb des Robinsonbogens, an der südwestlichen Ecke des Tempelberges. Der islamischen Tradition zufolge, die schon at-Tirmidhi (gest. 892) in der Exegese von Sure 17 erwähnt, soll der Erzengel Gabriel mit seinem Finger ein Loch in den Stein gebohrt haben, an dem al-Burāq festgebunden wurde. Gemäß dem Geographen Ibn al-Faqīh al-Hamadānī (lebte im 9. Jahrhundert) ist diese Stelle am „Eckstein des östlichen Minaretts“ zu sehen.

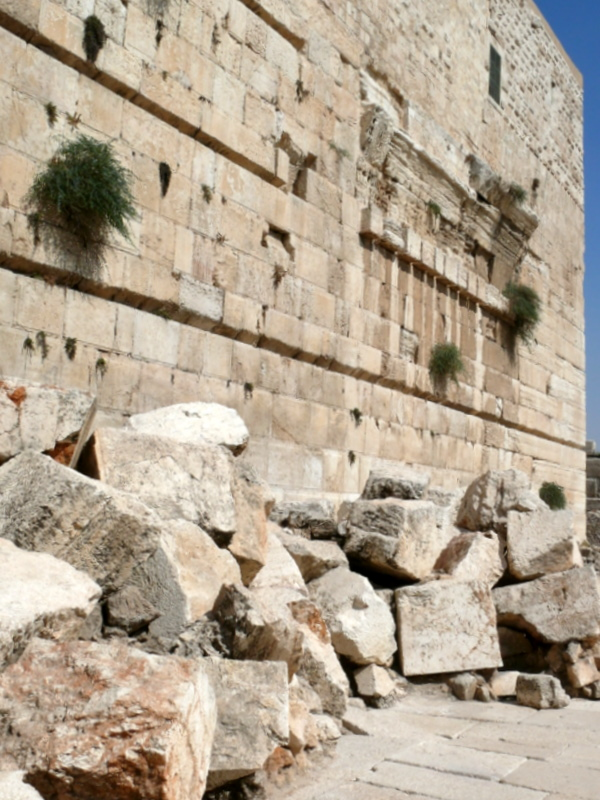
Robinsonbogen

Dieser Stein wird auch in den zwei ältesten Werken über die Vorzüge Jerusalems genannt: von al-Mušarraf ibn al-Muraǧǧā al-Maqdisī in der Mitte des 12. Jahrhunderts und von Muḥammad ibn Aḥmad al-Wāsiṭī (gest. 1520) Wie in den alten Überlieferungsversionen erzählt Mohammed auch hier seinen Traum, wie er vom Heiligtum in Mekka nach Jerusalem gelangt sei.
Der Stein dürfte mit dem bereits vom Pilger von Bordeaux im Jahre 333 erwähnten lapis pertusus identisch sein.
Im Zuge der Ausgrabungen in den 1980er Jahren ist an der oben beschriebenen Stelle ein solcher Eckstein freigelegt worden.
Nachdem Mohammed zwei Rakʿas in der Moschee (masdschid) betete, stieg Gabriel mit ihm (ʿaraǧa bī) in den Himmel auf, wo Mohammed auf verschiedenen Stufen des Himmels Propheten traf und schließlich die fünf täglichen Gebete als religiöse Pflicht erhielt.
Isrāʾ und Miʿrāǧ werden trotz der Unterscheidung zwischen zwei Legenden manchmal als Synonyme gebraucht; al-Buchārī beginnt in seinem oben genannten „Ṣaḥīḥ“ das Buch Kitāb aṣ-ṣalāt mit dem Kapitel: wie sind die Gebete während der nächtlichen Reise (isrāʾ) zur Pflicht gemacht worden? Anschließend stellt er die Miʿrādsch-Legende dar, die mit der Öffnung von Mohammeds Brust, der Reinigung seines Herzens beginnt und mit der Himmelfahrt vom Kaaba-Heiligtum in den Himmel fortgesetzt wird.

## al-Isrāʿ und die ferne Kultstätte
Den im Koran belegbaren Ausgangspunkt zu Mohammeds Himmelfahrt bildet, wie bereits erwähnt, der erste Vers der 17. Sure, in dem eine nächtliche Reise vom Heiligtum in Mekka zur „fernen Kultstätte“ kurz erwähnt wird. Der Vers wird dann in der Traditionsliteratur und Koranexegese mit der Himmelfahrt von Jerusalem aus verbunden.
In der Forschung gibt es über die Definition und Ortung der koranischen „fernen Kultstätte“ – al-masdschid al-aqṣā – unterschiedliche Ansichten. Bertram Schrieke ging davon aus, dass die Bezeichnung in Sure 17, Vers 1 weder auf den Tempelberg noch auf die Stadt Jerusalem, sondern auf ein himmlisches Heiligtum hinweist. Während Josef Horovitz sich dieser Interpretation anschloss, vertrat A. Guillaume die Ansicht, dass die im fraglichen Koranvers erwähnte Nachtreise Mohammeds im Februar 630 eine heimlich durchgeführte kleine Pilgerfahrt (ʿumra) von einem Ort namens „die ferne Kultstätte“ im Tal Dschiʿrāna, rund 15 km nördlich von Mekka, nach Mekka und zurück gewesen sei. Sowohl M. Plessner als auch Rudi Paret haben diese Interpretation nicht nur zurückgewiesen, sondern verstehen unter der koranischen Bezeichnung „ferne Kultstätte“ Jerusalem. In der Encyclopaedia of the Qurʾān wird allen Thesen Rechnung getragen: „die fernste Stätte („al-aqṣā“) des Gebets kann im Himmel, in Jerusalem oder vielleicht an einem Mekka nahegelegenen Ort gewesen sein“.

### al-masdschid al-aqṣā: die ferne Kultstätte
Eine genauere Definition der koranischen „fernen Kultstätte“ wird durch Vers 7 derselben Sure ermöglicht, in dem die Zerstörung des jüdischen Tempels – masdschid genannt – durch die Feinde der Juden angedeutet wird:

„Und wenn die Drohung vom letzten (Mal) in Erfüllung geht (w. kommt), sollen sie (d. h. die Feinde) euch schlimm mitspielen (w. eurem Antlitz Schlimmes antun) und die Kultstätte (in Jerusalem) betreten, wie beim ersten Mal, und völlig zugrunde richten...“

Das „neue Jerusalem“ als christliche Neugründung, worauf schon Eusebius von Caesarea, wahrscheinlich unter dem Einfluss der Offenbarung des Johannes (Off 3,12  bzw. Off 21,2 ), Bezug nimmt und dessen Bedeutung durch den Bau der Grabeskirche unter Konstantin I. unterstrichen wird, entsteht in der Nähe des zerstörten Tempelberges, der in Sure 17, Vers 7 als al-Masdschid, d. h. Kultstätte, Ort der Niederwerfung, des Gebetes, genannt wird. Somit hat der Koran den Tempelberg als zerstörtes Heiligtum sich „angeeignet“ und ihn zum Ziel einer visionären Reise Mohammeds gemacht, der sich dadurch nunmehr im Kreis der biblischen Propheten behaupten kann und – wie oben erwähnt – mit ihnen das gemeinsame Gebet verrichtet. Kein spezielles Gebäude, sondern die ganze Stadt stellt die heilige Einheit dar; im koranischen al-masdschid al-aqṣā scheint eine islamisierte Version des irdischen Jerusalem weiterzuleben.
Auch der koranische Begriff „aqṣā“ dient stets der Beschreibung eines Ortes auf Erden. In Sure 28, Vers 20 und Sure 30, 20 ist von „einem weit entfernt gelegenen Bezirk der Stadt“ die Rede; in Sure 8, 42 werden die „nähere Talseite“ und die „fernere Talseite“ erwähnt. Sie beziehen sich auf die Topografie (Kartografie) des Schlachtfeldes bei Badr. Ein Hinweis darauf, al-aqṣā müsse auf einen Ort im Himmel bezogen werden, findet sich im Koran nicht.
Die Fortsetzung des ersten Verses „…deren Umgebung wir gesegnet haben…“ bezieht sich auf Orte im Heiligen Land und nicht nur auf den zerstörten Tempelberg: Sure 7, Vers 137: „Und wir gaben dem Volk, das (vorher) unterdrückt war, die östlichen und westlichen Gegenden des Landes (d. h. das ganze Land) zum Erbe, (-jenes Landes) das wir gesegnet haben“ (d. h. an die Kinder Israels). In Sure 21, Vers 71 heißt es ähnlich: „Und wir retteten ihn und Lot in das Land, das wir für die Menschen in aller Welt gesegnet haben“.
Schon die frühesten Koranexegeten sind der Meinung, dass die ferne Kultstätte auf ein Heiligtum in Jerusalem hinweist. Während der koranische Ausdruck an sich abstrakt bleibt und Gegenstand einer Vision ist, ist die Exegese und Traditionsliteratur bestrebt, das Heiligtum zu lokalisieren. Dies geschieht vom Standpunkt derjenigen Gelehrtengenerationen aus, für die Jerusalem seit dessen Eroberung im Jahre 638 ein Begriff war; sie nannten die Stadt mit dem islamischen Namen: Bait al-Maqdis.
Dieser Name steht für die Stadt Jerusalem im gesamten islamischen Schrifttum:
- Vier Städte sind Teil vom Paradies: Mekka, Medina, Jerusalem (bait al-maqdis) und eine Stadt namens Mansura…[52] * Der Berg von Jerusalem dschabal bait al-maqdis hat vor dem Berg Qāsiyūn bei Damaskus aus Gottes Gnaden Priorität.[53]
- In der islamischen eschatologischen Literatur ist mehrfach von der Zerstörung Jerusalems (bait al-maqdis) die Rede.[54]
- Abū Ḥafs al-Mauṣilī, ein Prediger der Aqsa-Moschee im 13. Jahrhundert verfasste eine kritische Abhandlung über Hadithe, die die Vorzüge von Jerusalem (bait al- maqdis), vom Felsendom, Asqalān (heute Aschkelon) und Qazvin zum Thema haben.[55]
- In der Dichtung nennt man neben anderen heiligen Stätten des Islam Bait al-maqdis ebenfalls: „Und laß Medīna, denn es ist zu fürchten, und begiebt dich nach Mekka oder nach Jerusalem (bait al-maqdis).“[56] Und:
- „O Freund, ich habe die Pilgerfahrt gemacht und Jerusalem (bait al-maqdis) besucht.“[57]

Es ist erwähnenswert, dass die ältesten Traditionen keine spezifische Moschee in Jerusalem namens al-masdschid al-aqṣā nennen. Dies steht im Einklang mit der abstrakten Bedeutung des Begriffes im Koran.

## Die Himmelfahrt in der Theologie
In der islamischen Theologie wird die Frage erörtert, ob die nächtliche Reise im Schlaf, oder im wachen Zustand erfolgt sei und ob es Mohammeds Körper oder nur sein Geist war, der wanderte. Ibn Hadschar al-ʿAsqalānī führt mit Hinweis auf die unterschiedlichen Auslegungen der Himmelfahrtslegende (miʿrādsch) im ersten Kapitel über das rituelle Gebet bei al-Buchārī aus, dass diese, wie auch die nächtliche Reise, in ein und derselben Nacht im wachen Zustand stattfand (isrāʾ). Anderen Ansichten zufolge, so Ibn Hadschar, fanden beide Reisen im Schlaf entweder in derselben, oder in verschiedenen Nächten statt. Er selbst, als Kommentator von al-Buchārīs Werk, ist der Meinung, dass die nächtliche Reise nach Jerusalem im wachen Zustand erfolgte. Der Beweis dafür ist der klare Wortsinn des Korans (ẓāhir al-Qurʾān) und der Umstand, dass die Quraisch den Propheten betreffs seiner angeblichen nächtlichen Reise der Lüge bezichtigten. Wäre die Reise im Schlaf als Traum erfolgt, so seine Schlussfolgerung, hätten die Quraisch Mohammed nicht der Lüge bezichtigen können. Anhänger der Muʿtazila haben die nächtliche Reise nach Jerusalem als Traum erklärt; schon al-Hasan al-Basrī soll, mu'tazilitischen Berichten zufolge, diese Ansicht vertreten haben.
Ähnlich argumentiert auch aṭ-Ṭabarī in seinem Korankommentar: im Koran wird gesagt, dass Gott seinen Diener (bi-ʿabdihi) und nicht seinen Geist zu reisen veranlasste. Im Letzteren Fall wären die Dienste des wundersamen Buraq überflüssig gewesen, da Reittiere Körper und keine Geister tragen. Wäre Mohammed nicht körperlich in den Himmel gestiegen, würde das Ereignis keinen Beweis für seine göttliche Sendung liefern.
Der Glaube an die Himmelfahrt Mohammeds ist Teil der islamischen Dogmatik. Abū ʾl-Ḥasan al-Ašʿarī (gest. 935) erwähnt sie in seiner Darstellung der „Grundzüge der Ansicht der Traditionsgläubigen und Sunnatreuen“ wie folgt: „sie glauben an...die Himmelfahrt (des Propheten), den Traum im Schlafe...“ an-Nasafī († 1142), einer der bedeutendsten Rechtsgelehrten der Hanafiten seiner Zeit, stellt in seinem Glaubensbekenntnis (ʿAqīda) fest: „Die Himmelfahrt des Propheten in wachem Zustande in seiner Person zum Himmel (und) dann zu den (himmlischen) Höhen, zu denen Allāh wollte, ist Wahrheit.“ Auch der Philosoph und islamische Rechtsgelehrte Avicenna hatte sich mit der Himmelsreise Mohammeds befasst.

## Die schiitische Version der Himmelfahrt
Nach schiitischer Auffassung ist die koranische „ferne Kultstätte“ (al-masdschid al-aqṣā) nicht in Jerusalem (bait al-maqdis), sondern im Himmel. Eine der ältesten Interpretationen von Mohammeds Himmelfahrt nach Sure 17  geht auf den ibaditischen Koranexegeten Hūd ibn Muḥakkim al-Huwwārī aus der 2. Hälfte des 9. Jahrhunderts zurück. In seinem vierbändigen Tafsīr-Werk referiert der Verfasser die Miʿrāǧ-Legende, d. h. die Himmelfahrt von Mekka aus in den Himmel, auf dem Rücken des weißen Reittieres al-Burāq und in Begleitung von Gabriel. In einer kurzgefassten Variante wird auch das Motiv mit der Leiter in den Kommentar aufgenommen. Das Ziel der Reise ist – gemäß Sure 17, Vers 1 – stets „bait al-maqdis“ im Himmel.
Etwas später entstand die Koranexegese des schiitischen Gelehrten Abū n-Nadr al-ʿAyyāšī (gest. gegen 932) aus Samarqand, dessen Werk auch Ibn an-Nadīm kannte. In der Exegese von Sure 17, Vers 1 soll der sechste Imam Dschaʿfar as-Sādiq (gest. 765) bestätigt haben, dass die „ferne Kultstätte“, zu der Mohammed hinaufgestiegen sei, sich im Himmel befinde. Auf den Einwand seiner Zuhörer, die koranische „ferne Kultstätte“ sei aber Jerusalem (Bait al-maqdis), erwiderte er: „die Moschee von Kufa ist besser“. Eine ähnliche Meinung vertrat bereits Muhammad ibn ʿAlī al-Bāqir (gest. 732): der Prophet sei vom Kaaba-Heiligtum direkt in den Himmel hinaufgestiegen; der Bereich zwischen diesen beiden Punkten sei heiliges Gebiet (Haram).
Ihre Blütezeit erlebte die Miʿrāǧ-Literatur schiitischer Prägung in der Epoche der Safawiden mit zahlreichen kunstvollen Miniatüren über die Himmelfahrt Mohammeds sowohl von Mekka als auch von Jerusalem aus ins Paradies.

## Die Himmelfahrt in der islamischen Literatur
Die Himmelfahrtslegenden werden, wie oben dargestellt, in den literarischen Gattungen der Hadithliteratur, der Prophetenbiographie, der Prophetenlegenden (Qiṣaṣ al-anbiyāʾ) und in Werken, die man unter dem Titel „Beweise der Prophetie“ (Dalāʾil an-nubuwwa) zusammenfasst, überliefert.
- Die Sammlungen von Traditionen über die Vorzüge von Jerusalem (faḍāʾil bait al-maqdis), die neben stadtgeschichtlichen und topographischen Informationen die heiligen Orte der Stadt und ihre Umgebung beschreiben, sind eine eigenständige literarische Gattung im islamischen Schrifttum.[74] Traditionen und Lobpreisungen über Jerusalem hat bereits Muqātil ibn Sulaimān (gest. 765),[75] einer der frühesten Korankommentatoren, in seiner Exegese zusammengestellt, die in Werken über die Vorzüge der Stadt, der Stätte von Mohammeds Himmelfahrt, noch im 11. Jahrhundert zitiert werden. Ihre Entstehung wird auf die zweite Hälfte des 7. Jahrhunderts datiert, als das Interesse der Umayyaden am Tempelberg historisch dokumentiert ist.[76]

Unter dem Einfluss der Himmelfahrtslegende steht eine Tradition, in deren Mittelpunkt der bekannte Gelehrte der Umayyadenzeit, Ibn Schihāb az-Zuhrī (gest. 742), steht. Der bereits genannte al-Wāsiṭī berichtet in seinem Faḍāʾil al-Bayt al-Muqaddas (Die Vorzüge von Jerusalem) über az-Zuhrīs Besuch der heiligen Stätten von Jerusalem, wo er auf einen Scheich traf, der „aus den Schriften“ die Vorzüge der Stadt überlieferte. Nach der Rezitation von Sure 17, Vers 1 durch az-Zuhrī erwiderte der Scheich: „Der Tag der Auferstehung wird erst eintreten, wenn Mohammeds Gebeine nach Jerusalem überführt werden.“ Unter den „Schriften“ (al-kutub) versteht die Traditionsliteratur die Bücher der Juden und Christen, der Ahl al-kitāb.
- Monographische Abhandlungen liegen seit dem späten 8. Jahrhundert vor. Das wohl älteste Kitāb al-miʿrāǧ verfasste Hišām ibn Sālim al-Ǧawālikī (gest. vor 799), ein schiitischer Theologe in Kufa. Das Werk ist in späteren Schriften der Schia erhalten.[80]

- Der Qairawāner Gelehrte Aḥmad ibn Muḥammad, Abū Ǧaʿfar al-Qaṣrī (gest. 933–934) widmete in seinem Kitāb al-Muʿǧizāt „Das Buch der Wunder“, das noch im 11. Jahrhundert in Gelehrtenkreisen der Stadt gelesen wurde und in Handschriftenfragmenten erhalten ist, einen Abschnitt der isrāʾ-Legende.[81]

- Der nur wenig bekannte Abūʾl-Ḥasan Aḥmad ibn ʿAbdallāh ibn Muḥammad al-Bakrī, der wahrscheinlich nach 950, vielleicht erst im 13. Jahrhundert gestorben ist,[82] verfasste ein Ḥadīth al-Miʿrāǧ ʿalā ʾt-tamām wa-ʾl-kamāl „Der Bericht über die Himmelfahrt, vollkommen und vollständig“, der in einigen Handschriften, zum Teil aus dem Jahr 1295, vorliegt. Der Verfasser war vor allem für seine populären Werke zur Geschichte des Propheten bekannt.[83] adh-Dhahabī († 1348) ist der erste Gelehrtenbiograph im islamischen Schrifttum, der ihn – allerdings mit verachtenden Bemerkungen – nennt; er soll ein Lügner gewesen sein, schlimmer als Musailima, der bekannte „falsche Prophet“ und Gegner Mohammeds. Seine Bücher trug man auf den Märkten von Buchhändlern vor.[84] al-Bakrī nennt am Anfang seiner volkstümlich gestalteten Erzählung seine Quellen: den Verfasser der Prophetenbiographie Ibn Ishaq, den Koranexegeten Muqatil ibn Sulaiman, den Genealogen und Historiker Muhammad ibn as-Sāʾib al-Kalbī († 763) und dessen Sohn Ibn al-Kalbī († gegen 819). Am Ende des Werkes fügt er noch den Namen von Wahb ibn Munabbih († 728 oder 732)[85] hinzu, der in der islamischen Historiographie vor allem durch seine Prophetengeschichten bekannt war.[86] Diese Bearbeitung der Himmelfahrtslegende, die in einer Handschrift der Süleymaniye-Kütüphanesi (Bibliothek) in Istanbul 42 Folios umfasst, ist in der ersten Person, mit Mohammed als Narrator, abgefasst, der im Dialog mit den Propheten, Engeln und mit Gott seine Erlebnisse in bait al-maqdis bzw. in den sieben Stationen im Himmel erzählt.[87]

al-Bakrīs Erzählkunst zeichnet sich nicht nur durch die literarische Verarbeitung und inhaltliche Erweiterung der bekannten Überlieferungen der miʿrāǧ- und isrāʾ-Legende aus. Er verarbeitet in seinem Sujet mehrfach auch Koranverse und bringt sie unmittelbar mit der Himmelfahrtslegende in Zusammenhang. So lässt er Gabriel zu Mohammed sprechen: „Dein Herr, ihn überkommt weder Ermüdung noch Schlaf (Sure 2, Vers 255), wird zu dir leise sprechen.“ In der Beschreibung der Hölle werden koranische Begriffe aktualisiert: das Schicksal der Stichler und Nörgler wird in al-Hutama, es ist das Feuer Gottes, das in der Hölle angefacht ist (Sure 104, Vers 4–8) bestimmt. Im dritten Himmel soll der Prophet sprechen: Sag: Er ist Gott, ein Einziger (Sure 112, Vers 1). Im fünften Himmel wird ihm Idris vorgestellt; er ist dereinst an einen hohen Ort erhoben (Sure 19, Vers 57) worden. Gabriel sprach zum Propheten: Muḥammad, es fällt mir schwer, hinter dir zu verweilen und es gibt keinen von uns, der nicht (dereinst?) einen bestimmten Rang hätte (Sure 37, Vers 164). Beim Anblick von Israfil sah Mohammed, dass die wohlbewahrte Tafel (Sure 85, Vers 22) – d. h. der Koran – zwischen seinen Augen herunterhing. Auf die Frage Gottes:„Glaubt der Gesandte an das, was zu ihm von seinem Herrn herabgesandt worden ist?“ erwidert Mohammed: Der Gesandte (Gottes) glaubt an das, was von seinem Herrn (als Offenbarung) zu ihm herabgesandt worden ist, und (mit ihm) die Gläubigen… usw. (Sure 2, Vers 185) Auf eine weitere Frage Gottes: „Siehst du mich?“ antwortet Mohammed: „Mein Herr, ich bin durch das Licht Deiner Erhabenheit geblendet.“ Er (Gott) fragte weiter: „Hast du mich gefunden?“ Ich antwortete: „Niemand findet dich und niemand kann dich erblicken. Die Blicke (der Menschen) erreichen (Sure 6, Vers 103) dich nicht. Du bist der König und mächtig“.
al-Bakrī geht in seiner Darstellung auch auf Mohammeds Auseinandersetzung mit den ungläubigen Mekkanern ein und lanciert in seinem Dialog mit Gott entsprechende Koranverse, die in den anderen Himmelfahrtslegenden fehlen.„Deine Leute sagen von dir, 'wahrlich, er ist ein Dichter'. Daraufhin sprach ich für dich: Und wir haben ihn (d. h. Mohammed) nicht die Dichtkunst gelehrt. Die steht ihm nicht an.“ (Sure 36, Vers 69). Und: „Deine Leute sagen: ' du bist besessen'. Daraufhin sprach ich für dich: Euer Landsmann (d. h. Mohammed) ist nicht besessen.“ (Sure 81, Vers 22). Und: „Mohammed, deine Leute sagen von dir: 'er ist fehlgeleitet und befindet sich im Irrtum'. Daraufhin sprach ich für dich: Bei dem Stern, wenn er (als Sternschnuppe vom Himmel?) fällt (oder: Beim Gestirn (der Plejaden), wenn er untergeht?)! Euer Landmann (d. h. Mohammed) ist nicht fehlgeleitet und befindet sich nicht im Irrtum.“
- Der Mystiker ʿAbd al-Karīm ibn Hawāzin, Abū ʾl-Qāsim al-Qušairī (geb. 989; gest. 1072) aus Nischapur[97] untersucht in seinem Kitāb al-miʿrāǧ[98] die bekannten Überlieferungen der Himmelfahrtslegende und stellt zugleich diejenigen Himmelfahrtsvisionen dar, die man in der islamischen Mystik den Sufi-Heiligen zuschreibt. Er behandelt auch die Himmelfahrt anderer Propheten: Idris (Henoch), Ibrahim, Elija (Ilyās), ʿĪsā ibn Maryam (Jesus) und Mose. In diesem Buch wird die miʿrāǧ- und isrāʾ-Legende miteinander bewusst verknüpft: die Himmelfahrt erfolgt über eine Leiter, deren Stufen genau beschrieben werden, vom bait al-maqdis aus, das der Verfasser – wie Ibn Ishaq in seiner Prophetenbiographie – Īliyā, d. i. Aelia nennt. Einige Motive in der Darstellung stehen unter dem Einfluss schiitischer Traditionen, die der Verfasser in seiner Heimat kennengelernt haben dürfte.[99]

- Eine osttürkische Version der Miʿrāǧnāme, dessen Verfasser unbekannt ist, liegt in einer Handschrift in der Bibliothèque Nationale in Paris vor und geht allem Anschein nach auf persische Vorbilder zurück. Sie ist 1436 im timuridischen Herat kalligraphiert worden und enthält zahlreiche Miniaturen aus der Hand verschiedener Meister, die in den Text in uigurischer Schrift eingefügt worden sind. An den Seitenrändern der Blätter stehen Bemerkungen und Erläuterungen in arabischer Schrift von späterer Hand. Die Hauptfigur ist stets Mohammed, der vom Erzengel Gabriel begleitet auf einem menschengesichtigen Reittier, dem Burāq, durch das Paradies und die Hölle reitet. Die Miniaturen der Handschrift stellen den Höhepunkt der timuridischen Buchmalerei in der Schule von Herat dar.[100] Nach mehreren Editionen der Handschrift seit 1889 liegt nunmehr eine Neuedition derselben in Transkription, deutsche Übersetzung und Kommentar seit 2008 vor,[101] in der eine in der Handschriftenbibliothek der Süleimānīya (Istanbul) entdeckte Abschrift des Werkes ebenfalls berücksichtigt wurde. Die Miniatüren sind durch Marie-Rose Séguy in einer Faksimile-Ausgabe publiziert worden.[102]

- Möglicherweise unter dem Einfluss des timuridischen Miʿrāǧnāme und in dessen Tradition stehend sind neun Miniaturen aus der Regierungszeit des letzten Ilchanenherrschers Abū Saʿīd, regiert zwischen 1316 und 1335, erhalten, die ursprünglich als Illustrationen zu einem nicht näher bekannten Buch in Täbriz hergestellt worden sind. Die Blätter sind heute in der Bibliothek des Topkapı-Palastes katalogisiert. Auf einem der ersten Bilder stellt der Künstler Mohammed auf dem Felsen des Felsendoms sitzend in der Gesellschaft der früheren Propheten dar. Die Stelle ist in der künstlerischen Darstellung somit der Ausgangspunkt zur Himmelfahrt.[103]

- Eine weitere Version von Mohammeds Himmelfahrt von Mekka in den Himmel – und nicht als seine „nächtliche Reise“ nach Jerusalem – hat auch der ägyptische Mystiker ʿAbd al-Wahhāb ibn Aḥmad asch-Schaʿrānī (gest. 1565)[104], verfasst. Er widmet den 34. Kapitel seines Werkes über die islamische Glaubenslehre der Himmelfahrt des Propheten: „Über die Wirklichkeit der nächtlichen Himmelfahrt des Propheten und die sie begleitenden Umstände; darüber dass er (in den Himmel entrückt) lediglich diejenige Vorstellung von Gott, welche auf der Erde Gegenstand seines Wissens war, durch die Anschauung bestätigt fand, und darüber dass jene seinem Geiste fest eingeprägte Vorstellung, während er auf Erden war, keine Veränderung erlitt.“[105]

## Die Himmelfahrtslegende in Europa
Als im islamischen Orient des 13. Jahrhunderts mehrere Überlieferungsvarianten und Darstellungen von Mohammeds Himmelfahrt in Umlauf waren, gelangte das Kitāb al-miʿrāǧ eines Anonymus in arabischer Sprache nach Europa. Es ist unter dem Titel Liber Scalae Machometi („Das Buch über die Leiter Mohammeds“) bekannt geworden.
Petrus Venerabilis (geb. 1094; gest. 1156), Abt des Klosters von Cluny, gab während seiner Spanien-Reise in der Übersetzerschule von Toledo die erste Koran-Übersetzung ins Lateinische in Auftrag, die dann Robert von Ketton (gest. gegen 1160) im Jahre 1143 besorgte. Auch ein nicht näher identifizierbarer Araber namens Mohammed soll an der Übersetzung beteiligt gewesen sein. Dieser Übersetzung fügte Petrus Venerabilis weitere Texte polemischen Inhalts gegen die islamische Lehre bei, die unter dem Namen Collectio Toletama (Corpus Toletanum) bekannt sind. Eine der Abschriften dieser Sammlung ergänzte man rund hundert Jahre später mit der lateinischen Übersetzung des Kitāb al-miʿrāǧ des arabischen Anonymus.
Das verschollene arabische Original ist im Gelehrtenkreis von Alfons X., dem Weisen (El Sabio) (Regentschaft 1252–1282), vom jüdischen Arzt Abraham al-Faquim, Ibn Wakar, († 1284) ebenfalls in der Übersetzerschule von Toledo unter dem Titel La escala de Mahoma zunächst ins Altspanische übersetzt worden. Seine Arbeit war die Grundlage für die lateinische und altfranzösische Übersetzung des Buches durch Bonaventura de Siena gegen 1264, die vom italienischen Mediävisten Enrico Cerulli entdeckt wurden. Die lateinische Version in deutscher, und die altfranzösische Version, diese nach der Handschrift der Bodleian Library (Oxford), in englischer Übersetzung, liegen nunmehr im Druck vor. Das arabische Original und dessen altspanische Übersetzung sind nach dem gegenwärtigen Forschungsstand nicht erhalten; vom letzteren liegt heute lediglich ein fragmentarischer Auszug in der Handschriftenbibliothek von Escorial vor. Die lateinische Übersetzung ist vielerorts im Sinne des abendländisch-christlichen Sprachgebrauchs abgefasst worden: die biblischen Namen, die auch im Islam gebräuchlich sind, erscheinen dann in der entsprechenden Form: Gabriel statt arabisch: Dschibrīl, Abraham, statt arabisch: Ibrāhīm, Moyses (Moses) statt arabisch: Mūsā usw. Irrtümlicherweise wird in diesem Zusammenhang auch festgestellt, dass die Bezeichnung Mohammeds im lateinischen Text als propheta ebenfalls in dieser „Einbettung in die christliche Tradition“ zu sehen sei, da Mohammed im Islam immer als Gesandter Gottes (rasūl), nie jedoch als Prophet (nabī) bezeichnet werde. Es ist anzumerken, dass in der Chronik von Zuqnin – wahrscheinlich aus dem späten 8. Jahrhundert –, dokumentiert im „Corpus Scriptorum Christianorum Orientalium“, die Bezeichnung Mohammeds als Prophet selbst in Kreisen orientalischer Christen bekannt war:

„Da er (Mohammed) ihnen (den Arabern) den einzigen Gott beschrieb und sie (die Araber) unter seiner Führung die Byzantiner besiegten, und da er ihnen Gesetze gemäß ihren Wünschen gab, nennen sie ihn ‚Prophet‘ (nbîyâ) und ‚Gesandter‘ (rasùlâ) Gottes.“

Textvergleiche zwischen dem Liber Scalae und der oben erwähnten Erzählungsvariante von al-Bakrī – nach einer Handschrift, deren Entstehung ebenfalls auf das 13. Jahrhundert datiert ist – ergaben eine zweifelsfreie Verwandtschaft beider Texte zueinander. Auch im Liber Scalae wird die Legende in der 1. Person, mit Mohammed als Narrator, erzählt. Die Öffnung von Mohammeds Brust und die Reinigung seines Herzens, die al-Bakrī in Einklang mit den früheren Entwicklungsstufen der Legende erwähnt, fehlt im Werk des Anonymus. Dafür sind beim letzteren umfangreiche Partien eschatologischen Charakters erhalten, die wiederum bei al-Bakrī fehlen. Es ist davon auszugehen, dass der Liber Scalae ein literarisches Produkt darstellt, in dem mehrere Überlieferungsvarianten aus dem islamischen Schrifttum, darunter auch al-Bakrīs Werk, ausgewertet worden sind. Schlüsselerlebnisse Mohammeds, seine Begegnung mit Gott, referiert der Anonymus gemäß dem alten Überlieferungsbestand: die Übertragung von Wissen, das den Propheten von den übrigen Menschen auszeichnet, geschieht durch die Berührung von dessen Haupt durch Gottes Hand. Dabei erblickt Mohammed nicht Gott selber, sondern nur dessen Thron und nimmt den gesamten Koran in Empfang.

## Die Himmelfahrtslegende und Dante
Ende des 19. Jahrhunderts entdeckte der britische Orientalist Reynold Alleyne Nicholson das „Sendschreiben der Vergebung“ (Risālat al-ġufrān) des syrischen Dichters Abū l-ʿAlāʾ al-Maʿarrī († 1057). Der erste eschatologische Teil hat eine Reise durch die Reiche des Jenseits zum Thema und weist auffallende Gemeinsamkeiten mit der zwischen 1307 und 1320 verfassten Commedia von Dante Alighieri auf. Der spanische Priester und Orientalist Miguel Asín Palacios (1871–1944) hat 1919 in seiner umfangreichen Schrift La escatologia musulmana en la Divina Comedia die mögliche Verwandtschaft zwischen diesen Werken erstmals untersucht, die allerdings in Kreisen europäischer Romanisten auf entschiedene Ablehnung stieß. Allerdings hatte Palacios eine verwirrende Fülle von verstreuten Parallelen aus religiöser und belletristischer Literatur gesammelt, die von italienischen Patrioten als Angriff auf ein nationales Heiligtum verstanden wurde.
Nach der Entdeckung der lateinischen Übersetzung des oben genannten Liber scalae Machometi durch Bonaventura de Siena (1264) nahmen mehrere Forscher nach Palacios – wie der Italiener Enrico Cerulli – an, dass Dante Kenntnisse von dieser Übersetzung gehabt haben könnte. Dante als Gegner des Islam mit seinen negativen Darstellungen von Mohammed und ʿAlī ibn Abī Ṭālib und ihrer Höllenqual folgte in seinem Werk einer polemisch orientierten Inspiration. Während der Dichter al-Maʿarrī, dessen Werk zur Zeit Dantes in Europa nicht bekannt war, unmittelbar auf islamisches Gedankengut in den zu seiner Zeit bekannten Varianten der Himmelfahrtslegende zurückgreifen konnte, bediente sich Dante einer vergleichbaren Version, offenbar des Liber scalae Machometi, in lateinischer Übersetzung. Die Motive beider Quellen sind miteinander vergleichbar.